# Faxweiche
Eine Faxweiche (englisch fax switch), auch als Telefaxweiche bezeichnet, ist eine entweder passive oder aktive Einrichtung an analogen Telefonanschlüssen. Die Faxweiche unterscheidet bei ankommenden Rufen zu Beginn der Verbindung zwischen Telefongesprächen und Faxübertragungen und leitet sie auf die korrekte Endeinrichtung. Eine Telefaxweiche wird eingesetzt, wenn mehrere Endgeräte, wie Telefon, Telefaxgerät und Anrufbeantworter an einem Anschluss betrieben werden oder in einer Einrichtung integriert sind. Telefaxweichen werten während der ersten Sekunden des Gespräches den Calling-Ton (CNG) von 1100 Hz aus, den ein sendebereites Fax einspeist.

## Inband-Signalisierung
Diese Art der Informationsübertragung wird als Inband-Signalisierung bezeichnet und hat in dieser Anwendung den Nachteil, dass die Erkennung erst während der bestehenden Telefonverbindung durchgeführt werden kann. Zur Unterscheidung muss der anstehende Ruf also zunächst entgegengenommen werden, womit ab diesem Zeitpunkt für den Anrufer Verbindungsgebühren anfallen.

## Typen von Faxweichen

### Aktive Weiche
Eine „aktive Faxweiche“ nimmt den eingehenden Telefonanruf zunächst still entgegen, also ohne dass ein Telefon läuten würde. In die Leitung wird wahlweise ein Pseudo-Ringback-Tone oder eine Ansage („Bitte warten“) übertragen. Werden von der Faxweiche binnen der nächsten Sekunden CNG-Töne erkannt, so wird das Gespräch zum Empfang ans Faxgerät weitergestellt. Werden keine CNG-Töne erkannt, wird das Gespräch dem Telefon übergeben, welches dann zu klingeln beginnt.

### Passive Weiche
Eine „passive Faxweiche“ wartet bei einem eingehenden Telefonanruf darauf, dass das Gespräch von einem anderen Gerät (Telefon, Anrufbeantworter) entgegengenommen wird. Erst wenn dieses das Gespräch begonnen hat, überwacht die Weiche die Verbindung, ob in den ersten Sekunden des Gespräches CNG-Töne zu hören sind, um in diesem Fall das Gespräch vom Telefon/AB zu trennen und dem Faxgerät zum Empfang zu übergeben.
Bei den heutigen All-in-one Geräten bestehend aus Fax, Drucker, Kopierer und Scanner ist eine passive Faxweiche im Regelfall eingebaut und kann über eine PC-Schnittstelle konfiguriert werden, z. B.:
Eingehende Anrufe entgegennehmen:
- Manuell
- Wenn Faxtöne erkannt werden (bedeutet passive Faxweiche einschalten)
- Stets nach [1–10] Rufsignalen

## Vor- und Nachteile
Während die aktive Faxweiche den „stillen Faxempfang“ ermöglicht, verursacht sie jedem Anrufer zusätzliche Kosten, da er die „Prüfungszeit“ mitzubezahlen hat. Insbesondere wenn kein Anrufbeantworter angeschlossen ist, zahlt der Anrufer lediglich für „Klingeln“. Die aktive Weiche ist daher für Anschlüsse geeignet, auf denen sehr viele Faxe eingehen, jedoch kaum Telefonanrufe auflaufen.
Die passive Weiche bedingt, dass bei jedem Anruf – Telefonat wie Fax – das Telefon klingelt. Handelt es sich um ein Gespräch, tritt keine Beeinträchtigung durch diese Faxweiche ein. Bei einem ankommenden Fax hört der Angerufene (oder der Anrufbeantworter) zunächst die CNG-Töne des anrufenden Faxgerätes. Diese muss er abwarten. Nach etwa fünf bis 10 Sekunden schaltet die Weiche, erst dann darf der Telefonhörer aufgelegt werden. Die passive Weiche eignet sich daher für Anschlüsse, auf denen mehr Telefonate ankommen als Faxe.

## Zusätzliche Erweiterungen
Unterschiedliche Erweiterungen der Faxweichen werden von den Herstellern mit dem Attribut „intelligent“ gekennzeichnet. Darunter fallen beispielsweise „automatische Umschaltung zwischen aktiver und passiver Weiche, abhängig vom Rufentgegennahmeverhalten des Benutzers“ (Siemens Telfax), „passive Faxweiche, die bei ankommenden Gesprächen von weniger als 10 Sekunden das Gespräch fangen und grundsätzlich einen Faxempfangsversuch durchführen“, „Tag-/Nacht-Umschaltung zwischen aktiver und passiver Weiche“, „passive Weiche bis zum x-ten Klingelzeichen und dann aktive Weiche“ und beliebige Kombinationen daraus.

## Aktuelle Verwendungen
Externe Faxweichen werden nur noch selten verwendet; bei neuen Anschlüssen gar nicht mehr, da die Technik als veraltet gilt. Bei aktuellen Telefonanschlüssen, welche mehrere  voneinander unabhängige Rufnummern bieten, erübrigen sich Faxweichen, da einem angeschlossenen Faxgerät eine eigene Rufnummer zugeteilt wird.